# Удича
Удича (словац. Udiča) — село, громада округу Поважська Бистриця, Тренчинський край. Кадастрова площа громади — 22.14 км².
Населення 2226 осіб (станом на 31 грудня 2021 року).

## Історія
Удича згадується 1321 року.

## Населення
| Рік:            | 1994. | 2004.   | 2014.   | 2024.   |
| --------------- | ----- | ------- | ------- | ------- |
| Кількість осіб: | 2203  | 2234    | 2193    | 2249    |
| Різниця:        |       | +1,40 % | -1,83 % | +2,55 % |

| Рік:            | 2023. | 2024.   |
| --------------- | ----- | ------- |
| Кількість осіб: | 2228  | 2249    |
| Різниця:        |       | +0,94 % |